# East of Eden (japanische Band)
East of Eden ist eine japanische Rockband, die im August 2023 gegründet wurde.

## Werdegang
Die Morfonica-Violinistin Ayasa gründete East of Eden im August des Jahres 2023. Als Sängerin konnte Akane Minato gewonnen werden, die zuvor in der Idol-Gruppe Predia aktiv war. Yuki, die in der Instrumental-Band D_Drive spielt, wurde als Gitarristin angekündigt. Am E-Bass spielte bis Dezember 2024 Wakazaemon, die auch Mitglied der Gruppe Corona Namore Momo war, einer Franchise-Band von Maximum the Hormone. Sie wurde durch Mina Yamauchi, einem ehemaligen Mitglied der Pop-/Rockband Girlfriend ersetzt. Komplettiert wird die Besetzung von Schlagzeugerin Mizuki, die zunächst als Sessionmusikerin in der Gruppe spielte.
Bereits am 8. August erschien mit Evolve (Extended Version) eine Single auf digitaler Ebene als Musikdownload und im Musikstreaming sowie ein dazugehöriges Musikvideo. Im Oktober gleichen Jahres gab die Gruppe ihr erstes Konzert überhaupt, welches im Zepp DiverCity in Tokio gehalten wurde. Am 20. Dezember 2023 erschien in Japan mit Forbidden Fruit -1st Piece-, die Debüt-EP bei Victor Entertainment. Diese erreichte eine Notierung in den japanischen Oricon-Charts, wo es sich mehrere Wochen lang halten konnte. Eine Veröffentlichung der EP außerhalb Japans erfolgte im Februar 2024 beim britischen Musiklabel JPU Records. Im Mai spielte die Band auf dem Metrock Festival in Tokio. Am 24. Juli 2024 folgte die Veröffentlichung der zweiten EP unter dem Titel Forbidden Fruit -2nd piece-. Am Tag der EP-Veröffentlichung erschien zudem ein Musikvideo zum Lied Cross∞Roads.
Am 12. März 2025 veröffentlichte die Band mit The First Eden -Seeds of Hope ihr Debütalbum beim japanischen Zweig von Warner Music. Zwischen dem 15. und 20. März 2025 spielte die Band vier Konzerte in den Zepp-Konzerthäusern in Nagoya, Osaka und Tokio. Am 5. Mai 2025 folgte ein Auftritt auf dem Japan Jam. Die Band coverte das Lied Tango Noir von Akina Nakamori, dass auf dem Tribute-Album Meikyo veröffentlicht wurde.

## Musik
Katarina McGinn beschrieb die Band als Symphonic-Rock- bzw. Metal, die durch seine Besetzung an erfahrenen Bandmitgliedern aufwarte. Die Musik der Gruppe auf der Debüt-EP wurde als „energisch, verspielt und abenteuerlich“ beschrieben. McGinn besprach auch das Debütalbum The First Eden und beschrieb dieses als eine „abwechslungsreiche und unterhalsame Reise in Symphonic-Rock/-Metal-Gefilden.“ Im Vergleich zu den Vorgänger-EPs habe die Gruppe, so McGinn, ihre musikalischen Fertigkeiten weiter ausgearbeitet.

## Diskografie

### Alben
| Jahr | Titel Musiklabel                                 | Höchstplatzierung, Gesamtwochen, AuszeichnungChartsChartplatzierungen (Jahr, Titel, Musiklabel, Platzierungen, Wochen, Auszeichnungen, Anmerkungen) | Anmerkungen                         |
| Jahr | Titel Musiklabel                                 | JP | Anmerkungen                         |
| ---- | ------------------------------------------------ | --- | ----------------------------------- |
| 2025 | The First Eden -Seeds of Hope Warner Music Japan | JP20 (4 Wo.)JP | Erstveröffentlichung: 12. März 2025 |

### EPs
| Jahr | Titel Musiklabel                                              | Höchstplatzierung, Gesamtwochen, AuszeichnungChartsChartplatzierungen (Jahr, Titel, Musiklabel, Platzierungen, Wochen, Auszeichnungen, Anmerkungen) | Anmerkungen                             |
| Jahr | Titel Musiklabel                                              | JP | Anmerkungen                             |
| ---- | ------------------------------------------------------------- | --- | --------------------------------------- |
| 2023 | Forbidden Fruit -1st Piece- Victor Entertainment, JPU Records | JP21 (3 Wo.)JP | Erstveröffentlichung: 20. Dezember 2023 |
| 2024 | Forbidden Fruit -2nd Piece- Victor Entertainment              | JP17 (2 Wo.)JP | Erstveröffentlichung: 24. Juli 2024     |